# 第67回英国アカデミー賞
第67回英国アカデミー賞（だい67かいえいこくアカデミーしょう）は、2013年の映画を対象としており、2014年2月16日にロンドンのロイヤル・オペラ・ハウスで授賞式が行われる。授賞式の司会は通算9度目となるスティーヴン・フライであり、BBC Oneによって中継される。ノミネートは2014年1月8日にルーク・エヴァンズとヘレン・マックロリーによって発表された。

## ノミネート一覧
ノミネートは2014年1月8日に発表された。
| 作品賞 | 監督賞 |
| --- | --- |
| - 『それでも夜は明ける』 - 『アメリカン・ハッスル』 - 『キャプテン・フィリップス』 - 『ゼロ・グラビティ』 - 『あなたを抱きしめる日まで』 | - アルフォンソ・キュアロン - 『ゼロ・グラビティ』 - スティーヴ・マックィーン - 『それでも夜は明ける』 - デヴィッド・O・ラッセル - 『アメリカン・ハッスル』 - ポール・グリーングラス - 『キャプテン・フィリップス』 - マーティン・スコセッシ - 『ウルフ・オブ・ウォールストリート』 |
| 主演男優賞 | 主演女優賞 |
| - キウェテル・イジョフォー - 『それでも夜は明ける』 - ソロモン・ノーサップ役 - クリスチャン・ベール - 『アメリカン・ハッスル』 - アーヴィング・ローゼンフェルド役 - ブルース・ダーン - 『ネブラスカ ふたつの心をつなぐ旅』 - ウディ・グラント役 - レオナルド・ディカプリオ - 『ウルフ・オブ・ウォールストリート』 - ジョーダン・ベルフォート役 - トム・ハンクス - 『キャプテン・フィリップス』 - リチャード・フィリップス船長役 | - ケイト・ブランシェット - 『ブルージャスミン』 - ジャネット・"ジャスミン"・フランシス役 - エイミー・アダムス - 『アメリカン・ハッスル』 - シドニー・プロッサー役 - サンドラ・ブロック - 『ゼロ・グラビティ』 - ライアン・ストーン博士役 - ジュディ・デンチ - 『あなたを抱きしめる日まで』 - フィロミーナ・リー役 - エマ・トンプソン - 『ウォルト・ディズニーの約束』 - P・L・トラバース役 |
| 助演男優賞 | 助演女優賞 |
| - バーカッド・アブディ - 『キャプテン・フィリップス』 - アブディワリ・ムセ役 - ダニエル・ブリュール - 『ラッシュ/プライドと友情』 - ニキ・ラウダ役 - ブラッドリー・クーパー - 『アメリカン・ハッスル』 - リッチー・ディマソ役 - マット・デイモン - 『恋するリベラーチェ』 - スコット・ソーソン役 - マイケル・ファスベンダー - 『それでも夜は明ける』 - エドウィン・エップス役                                                   | - ジェニファー・ローレンス - 『アメリカン・ハッスル』 - ロザリン・ローゼンフェルド役 - サリー・ホーキンス - 『ブルージャスミン』 - ジンジャー役 - ルピタ・ニョンゴ - 『それでも夜は明ける』 - パッチー役 - ジュリア・ロバーツ - 『8月の家族たち』 - バーブラ・ウェストン＝フォーダム役 - オプラ・ウィンフリー - 『大統領の執事の涙』 - グロリア・ゲインズ役                                |
| オリジナル脚本賞 | 脚色賞 |
| - エリック・ウォーレン・シンガー、デヴィッド・O・ラッセル - 『アメリカン・ハッスル』 - ウディ・アレン - 『ブルージャスミン』 - ジョエル&イーサン・コーエン - 『インサイド・ルーウィン・デイヴィス 名もなき男の歌』 - アルフォンソ・キュアロン、ホナス・キュアロン - 『ゼロ・グラビティ』 - ボブ・ネルソン - 『ネブラスカ ふたつの心をつなぐ旅』                                                                                 | - スティーヴ・クーガン、ジェフ・ポープ - 『あなたを抱きしめる日まで』 - リチャード・ラグラヴェネーズ - 『恋するリベラーチェ』 - ビリー・レイ - 『キャプテン・フィリップス』 - ジョン・リドリー - 『それでも夜は明ける』 - テレンス・ウィンター - 『ウルフ・オブ・ウォールストリート』 |
| 撮影賞 | 新人脚本家・監督・製作者賞 |
| - 『ゼロ・グラビティ』 - 『それでも夜は明ける』 - 『キャプテン・フィリップス』 - 『インサイド・ルーウィン・デイヴィス 名もなき男の歌』 - 『ネブラスカ ふたつの心をつなぐ旅』 | - キーラン・エヴァンス（監督/脚本） - Kelly + Victor - コリン・ケイベリー（脚本）、グレン・パッターソン（脚本） - Good Vibrations - スコット・グラハム（監督/脚本） - Shell - ケリー・マーセル（脚本） - 『ウォルト・ディズニーの約束』 - ポール・ライト（監督/脚本）、ポリー・ストークス（製作） - For Those in Peril                                                                     |
| 英国作品賞 | ドキュメンタリー賞 |
| - 『ゼロ・グラビティ』 - 『マンデラ 自由への長い道』 - 『あなたを抱きしめる日まで』 - 『ラッシュ/プライドと友情』 - 『ウォルト・ディズニーの約束』 - The Selfish Giant | - 『アクト・オブ・キリング』 - 『ランス・アームストロング ツール・ド・フランス7冠の真実』 - Blackfish - Tim's Vermeer - 『ストーリー・オブ・ウィキリークス〜正義と犯罪の狭間』 |
| 作曲賞 | 音響賞 |
| - 『ゼロ・グラビティ』 - 『それでも夜は明ける』 - 『やさしい本泥棒』 - 『キャプテン・フィリップス』 - 『ウォルト・ディズニーの約束』 | - 『ゼロ・グラビティ』 - 『オール・イズ・ロスト 〜最後の手紙〜』 - 『キャプテン・フィリップス』 - 『インサイド・ルーウィン・デイヴィス 名もなき男の歌』 - 『ラッシュ/プライドと友情』 |
| プロダクションデザイン賞 | 特殊視覚効果賞 |
| - 『華麗なるギャツビー』 - 『それでも夜は明ける』 - 『アメリカン・ハッスル』 - 『恋するリベラーチェ』 - 『ゼロ・グラビティ』 | - 『ゼロ・グラビティ』 - 『ホビット 竜に奪われた王国』 - 『アイアンマン3』 - 『パシフィック・リム』 - 『スター・トレック イントゥ・ダークネス』 |
| 衣裳デザイン賞 | メイクアップ&ヘア賞 |
| - 『華麗なるギャツビー』 - 『アメリカン・ハッスル』 - 『恋するリベラーチェ』 - 『エレン・ターナン 〜ディケンズに愛された女〜』 - 『ウォルト・ディズニーの約束』 | - 『アメリカン・ハッスル』 - 『恋するリベラーチェ』 - 『大統領の執事の涙』 - 『華麗なるギャツビー』 - 『ホビット 竜に奪われた王国』 |
| 編集賞 | 非英語作品賞 |
| - 『ラッシュ/プライドと友情』 - 『それでも夜は明ける』 - 『キャプテン・フィリップス』 - 『ゼロ・グラビティ』 - 『ウルフ・オブ・ウォールストリート』 | - 『グレート・ビューティー/追憶のローマ』 - 『アクト・オブ・キリング』 - 『アデル、ブルーは熱い色』 - 『メトロマニラ 世界で最も危険な街』 - 『少女は自転車にのって』 |
| アニメ映画賞 | 短編アニメ賞 |
| - 『アナと雪の女王』 - 『怪盗グルーのミニオン危機一発』 - 『モンスターズ・ユニバーシティ』 | - Sleeping with the Fishes - Everything I Can See from Here - I Am Tom Moody |
| 短編映画賞 | EEライジング・スター賞 |
| - Room 8 - Island Queen - Keeping Up With the Joneses - Orbit Ever After - Sea View | - ウィル・ポールター - デイン・デハーン - ジョージ・マッケイ - ルピタ・ニョンゴ - レア・セドゥ |

## 複数ノミネート
- 11: 『ゼロ・グラビティ』
- 10: 『それでも夜は明ける』、『アメリカン・ハッスル』
- 9: 『キャプテン・フィリップス』
- 5: 『恋するリベラーチェ』、『ウォルト・ディズニーの約束』
- 4: 『あなたを抱きしめる日まで』、『ラッシュ/プライドと友情』、『ウルフ・オブ・ウォールストリート』
- 3: 『ブルージャスミン』、『華麗なるギャツビー』、『インサイド・ルーウィン・デイヴィス 名もなき男の歌』、『ネブラスカ ふたつの心をつなぐ旅』
- 2: 『アクト・オブ・キリング』、『大統領の執事の涙』、『ホビット 竜に奪われた王国』